# Johann von Klingsporn
Johann von Klingsporn († 1685) war ein kurbrandenburgischer Oberst und Regimentskommandeur.

## Leben

### Herkunft
Johann von Klingsporn entstammte dem preußischen Zweig der Adelsfamilie Klingsporn. Er war Erbherr auf Groß- und Klein Blaustein bei Rastenburg.

### Militärlaufbahn
Klingsporn wurde am 18. Mai 1655 vom Großen Kurfürsten Friedrich Wilhelm zu Brandenburg zum Obersten der Infanterie und Regimentskommandeur des 1. Regiments zu Fuß (Leib-Garde) bestellt. Außerdem war er der Chef des Wibranzenregimentes des Herzogs Radzivil. Mit diesen Regimentern und seinem eigenen Regiment (Nr. 200) nahm er als Marschall an der Schlacht bei Warschau teil. In dieser Stellung blieb er bis 1657. Im selben Jahr übernahm Gerhard Bernhard von Pölnitz (1617–1679) die Kommandeursstelle seines 1. Regiments. Als Marschall Klingsporn aus der Armee 1657 ausgegliedert wurde, sollte Feldzeugmeister Otto Christoph von Sparr nach der Planung Platens Feldmarschall und Oberster der Infanterie werden. Er konnte jedoch die Finanzierung des Klingspornschen Regimentes nicht sichern, weshalb er 1661 als Obrist abgedankt wurde. Er ging zur Kaiserarmee und wurde dort 1664 Feldmarschall. Johann von Klingsporn arbeitete als Landesobrist bis zum großen Tribunal gegen die Familie. 1680 wurde er enteignet, aber vom Kurfürsten begnadigt und wohnte danach in Fischhausen bei seinem jüngsten Sohn (Junker Fritz). Er starb dort 1685 und wurde nach Schweden überführt.

### Familie
Nachdem Klingsporn sich über Jahre mehrfach vergeblich um die Gunst der schönen Pfarrerstochter Ännchen von Tharau bemüht hatte, und zwischenzeitlich verheiratet war, vermählte er sich schließlich 1655 mit Margarethe von Lehndorff a. d. H. Steinort, Tochter des preußischen Oberstleutnants und Landrats von Rastenburg, Meinhard von Lehndorff (1590–1639). Aus dieser zweiten Ehe sind nach seinen bisherigen Söhnen noch Fritz (Julius Friedrich) und die beiden Zwillingsmädchen (Anna Katharina und Ursula) hervorgegangen. 
- Johann Theodor, preußischer Geheimrat
- Felix, preußischer Kommerzienrat
- Tantalus (Begründer der Linie Klingsport in Großpolen)
- Alexander, preußischer Obrist, (Verlangte nach dem Tribunal seine dem Kurfürsten geliehenen 10000 Gulden zurück, die Ahasverus Graf von Lehndorf für den Kurfürsten seinem Verwandten bezahlte und dafür schnell avancierte.)
- Heinrich, Oberjägermeister, dem der Kurfürst einst Heinrichswalde schenkte, das nach ihm benannt wurde
- Julius Friedrich (Junker Fritz)
- Juliane Katharina Christiane (Anna), ⚭I Karl Karlick von Nezetyk; ⚭II Georg Adolf von Mikrander (* 1639; † 1723), preußischer Generalleutnant, Gouverneur von Frankfurt an der Oder und Erbherr auf Tammendorf
- Ursula, ⚭ Caspar von Hohendorf in Puschdorf

## Trivia
Angaben bei Cramer, welche dort in sich auch schlüssig abgebildet sind und wonach Klingsporn den Rang eines Generalleutnants innehatte und in Warschau zum Feldmarschall ernannt wurde sowie 23 Jahre als Landesobrist in Preußen regierte, sind quellentechnisch wegen der Vernichtung der Akten von Königsberg anderweitig nicht nachvollziehbar. Diese Zeitspanne entspricht jedoch seiner Abberufung von der Armee 1657 bis zum Ende des Tribunals 1680. Der Oberste der Infanterie war zu dieser Zeit außerdem immer der Marschall des Militärs und führte deshalb mehrere Regimenter. Des Weiteren akzeptierten die Preußen bis 1663 keine brandenburgischen Offiziere im preußischen Heer. Erst nach militärischer Erzwingung der Huldigung 1663 konnte der Kurfürst langsam an eine Vereinheitlichung der Armee herangehen. Alle seine eigenen Niederschriften bis dahin waren lediglich Planungen.